# Alleluja e Sartana figli di... Dio
Alleluja e Sartana figli di... Dio è un film del 1972 diretto da Mario Siciliano. Come era pratica di quegli anni, nella trama di questo film furono inseriti i personaggi di Alleluja e Sartana seppure non facciano parte delle serie "canoniche" dei film.

## Trama
Alleluja e Sartana rubano alcuni cavalli di proprietà di un delinquente soprannominato Lupo. I suoi uomini li inseguono, il secondo viene catturato ma il primo riesce a salvarlo. Si travestono a quel punto da curati, e per aiutare una giovane donna continuano a fingersi uomini di chiesa. Continuano nella finzione fino a quando Lupo li trova e con l'aiuto dei fratelli scozzesi McGregor e due inglesi li affrontano. Dopo la vittoria i due fuggono.

## Distribuzione

### Data di uscita
- Italia, Alleluja e Sartana figli di... Dio, 22 dicembre 1972
- Germania dell'Ovest, 100 Fäuste und ein Vaterunser 29 dicembre 1972
- Svezia, Hallelujah och Sartana - två mot alla  13 agosto 1973
- Portogallo, 17 dicembre 1973
- Francia, Alleluia et Sartana, fils de 29 maggio 1974
- Finlandia, Halleluja ja Sartana - pirun pikkuveljet 16 maggio 1975

## Critica
Il film non mostra elementi parodici innovativi ma gli interpreti recitano bene il loro ruolo caricaturale.